# Parti communiste du Swaziland
Ne doit pas être confondu avec Parti communiste du Swaziland (2011).
Le Parti communiste du Swaziland (Swaziland Communist Party, SWACOPA) est un parti politique communiste de l'Eswatini. Il a été fondé aux alentours de 1994 et a été dirigé par Mphandlana Shongwe et Zakhe Genindza.
Les activités de la SWACOPA ont été réprimées par le régime et plusieurs cadres détenus. À la suite de la suppression du décret de 1973 pour faire place à la nouvelle constitution, le parti a été l'un des premiers à s'enregistrer en tant que parti politique officiel.